# Cechenena lineosa
Cechenena lineosa là một loài bướm đêm thuộc họ Sphingidae. Nó được tìm thấy ở miền bắc Ấn Độ, Nepal, Bangladesh, Myanma, Thái Lan, miền nam Trung Quốc, Đài Loan, Việt Nam, Malaysia (Bán đảo, Sarawak, Sabah) và Indonesia (Sumatra, Java, Kalimantan).
Sải cánh dài 74–120 mm. 
Ấu trùng ăn Saurauia tristyla, Impatiens, Vitis và Polygonum ở Ấn Độ.

## Hình ảnh

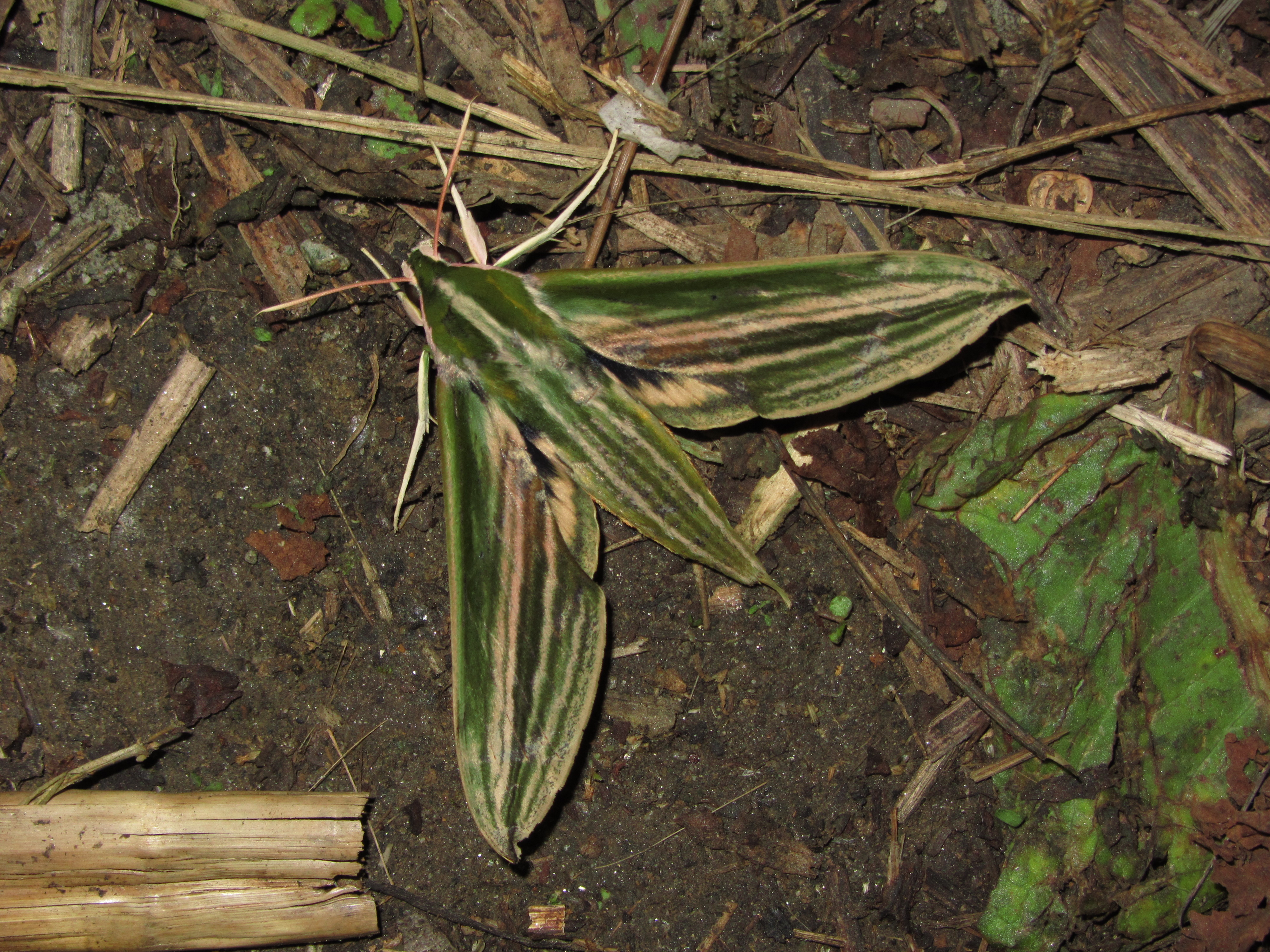
India
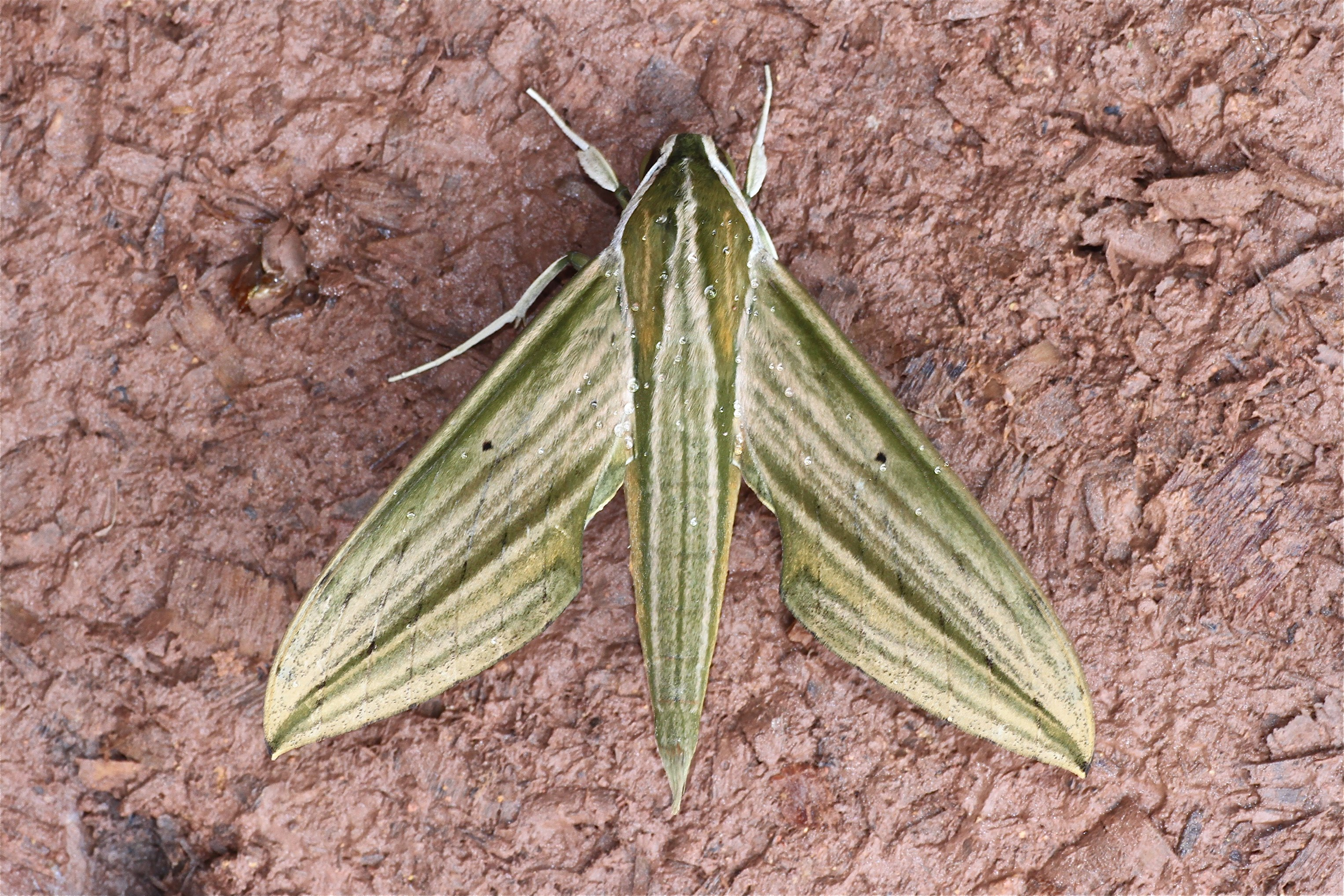
Borneo

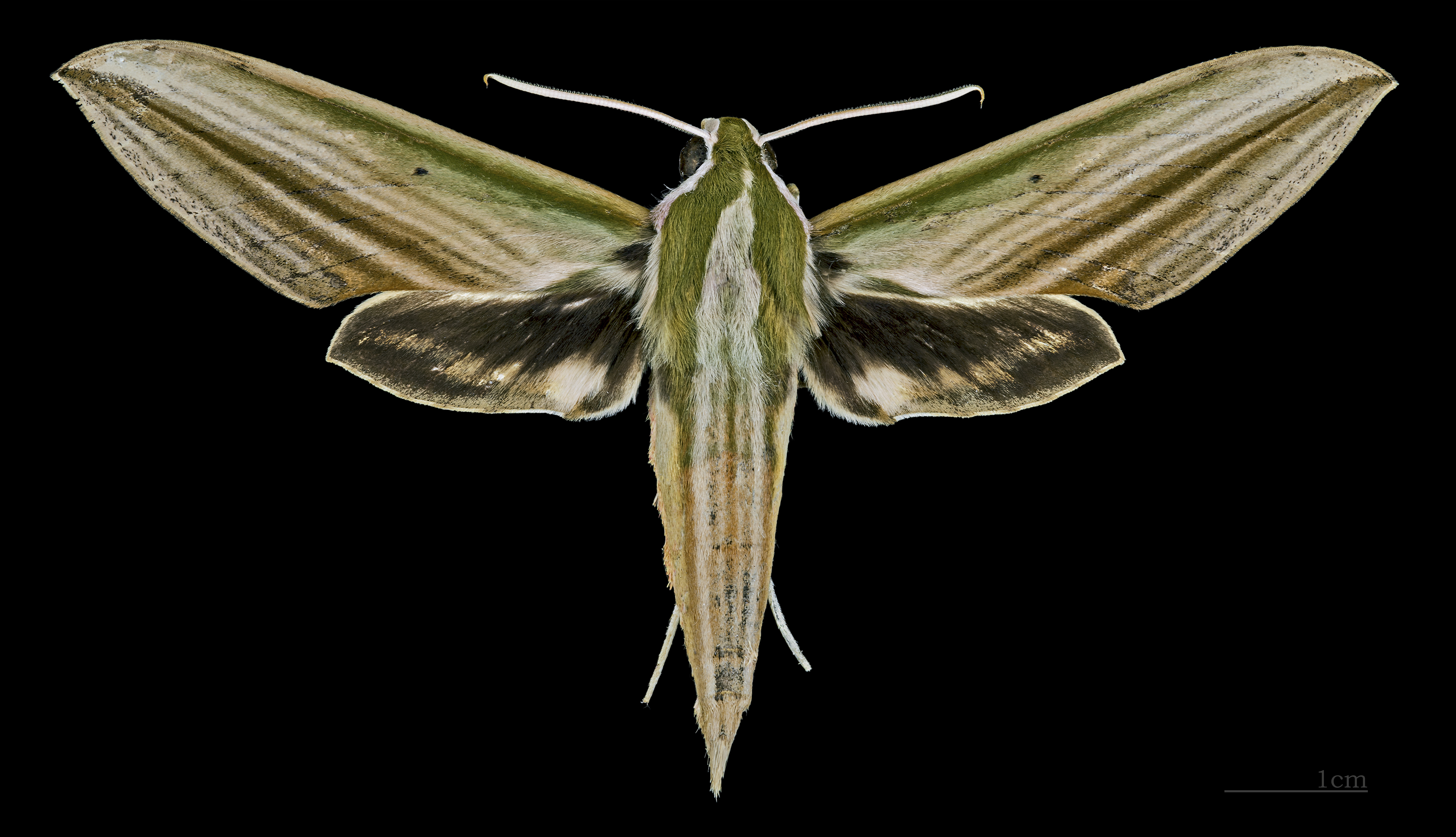
Cechenena lineosa ♀
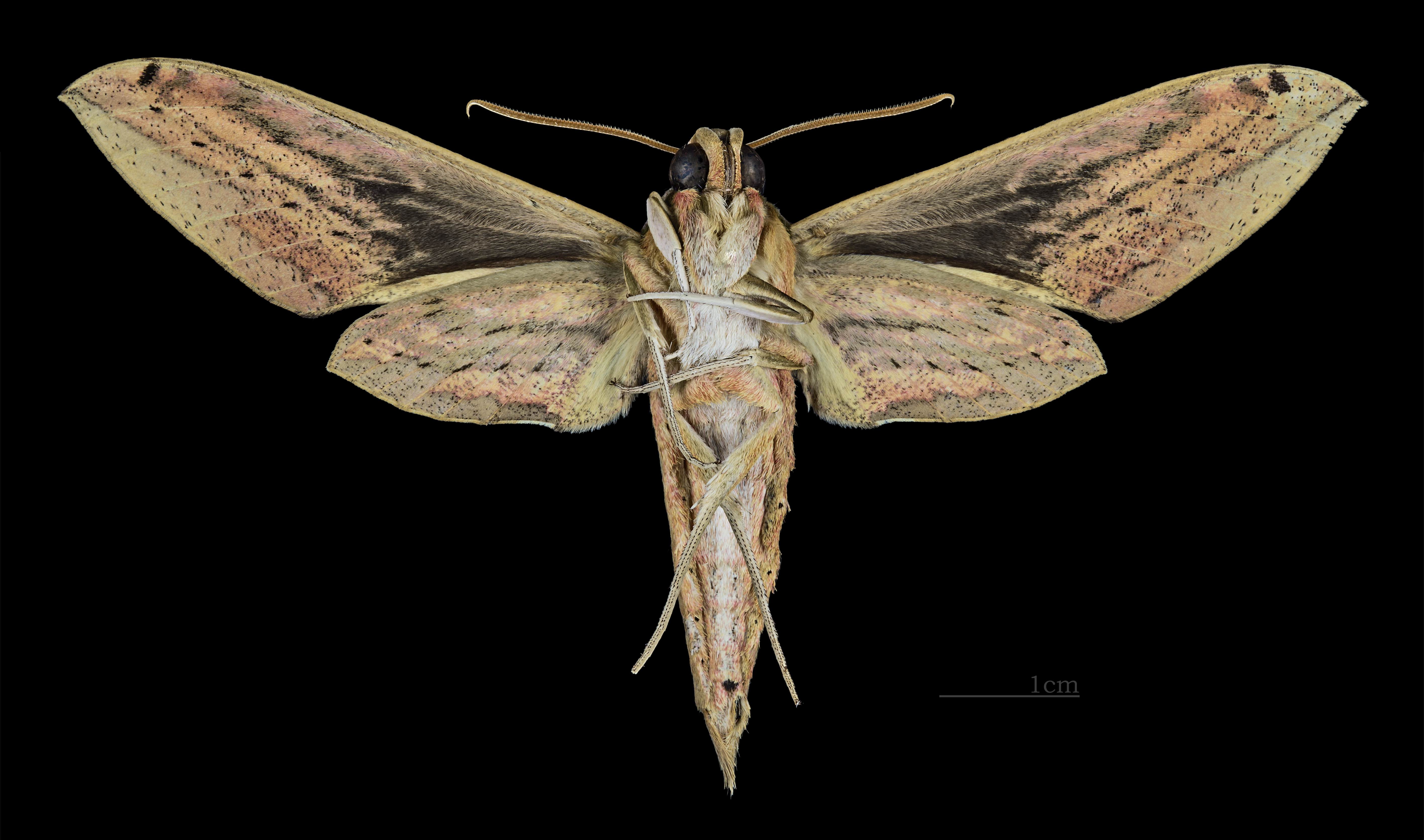
Cechenena lineosa ♀ △